# Hansahochhaus
El Hansahochhaus (literalmente "Hansa" rascacielos, por el nombre de la calle a la que da) es un rascacielos de Colonia ( Alemania).

## Historia
Fue diseñado como un edificio de oficinas en estilo expresionista por el arquitecto local Jacob Koerfer. Se construyó en solo 135 días hábiles, lo que se consideró menos que el tiempo necesario para erigir edificios comparables en los Estados Unidos, donde los rascacielos ya se estaban generalizando en la década de 1920, pero la construcción de Hansahochhaus estuvo sujeta a interrupciones, por lo que el período total de construcción se alargó más de 15 meses.
Con 17 plantas y una altura total de 65 metros, fue durante un breve lapso el edificio más alto de Europa.
Algunos detalles arquitectónicos remiten al estilo art déco